# Los de Adentro
Los de Adentro es una banda colombiana de pop rock latino formada en Barranquilla, Atlántico en 1994.

## Historia
Iniciaron llamándose Kaoz, integrados por Joe Carvajal (voz), Eliuth Martínez (Guitarra), Johan Daccarett (teclado), Francisco Foschi (bajo) y Juan Camilo Dávila (batería). Se dieron a conocer en Bogotá tocando en bares siendo aún estudiantes de la Universidad Piloto de Colombia, luego de un tiempo decidieron grabar un demo que les dio más reconocimiento. En 1995 participaron en el Festirock del Caribe llevándose el galardón como Mejor Grupo de Rock. La banda se hizo tan popular que fue en calidad de invitado especial a la fiesta que MTV Latinoamérica organizó en Cartagena de Indias en 1996. Luego, en 1998 cambiaron su nombre por Los de Adentro, en este mismo año graban un álbum debut de estudio homónimo, producido por Dennis Murcia, ejecutivo y productor de Sony Music, en el cual hay dos invitados más colaborando con dicha producción, en la que se destacó un rock moderno influenciado por bandas de diferentes generaciones; de este álbum se desprende el gran clásico Una canción, tema por el cual son reconocidos. En poco menos de cuatro meses de haber lanzado Una Canción como sencillo promocional, realizaron varias giras, generando gran sensacón y euforia entre sus seguidores. En el año 2001 cuando terminaron la producción de su segundo álbum Como un niño decidieron desintegrarse debido a los muchos problemas entre ellos causados por el tiempo que pasaban juntos; se fueron a los Estados Unidos y cada uno tomó su propio camino.[cita requerida]
Tiempo después les propusieron reunirse, pero solo Eliuth Martínez, Johann Daccarett y Joe Carvajal aceptaron el llamado, grabando así un álbum titulado Volver amar en el cual se destacan canciones como Nubes negras, No más y Tú y yo. Al finalizar el trabajo con este álbum y habiendo cosechado gran éxito, por motivos personales Joe Carvajal decidió iniciar su carrera como solista.
En 2008 presentaron a un nuevo vocalista, Bryan Visbal, dándole un nuevo aire, pero siguiendo con el mismo estilo que los caracteriza. Su producción discográfica (con Universal Music Group como disquera) se llamó Se Apaga El Silencio, que incluye el éxito Dime Que Sí, primer sencillo de este trabajo discográfico, y el tema Quiero Amarte. A finales de 2010, Bryan Visbal decidió lanzarse como solista. 
En 2013 el vocalista Joe Carvajal regresó a la banda gracias a una invitación de ir a tocar a Australia, poco después decidieron regresar con el nuevo sencillo Bajo El Cielo Azul. El 30 de mayo de 2014 fueron los teloneros de Los toreros muertos en el Downtown Majestic de Bogotá. 
Sobre el 2024...
La banda inició el año con el lanzamiento de su primer sencillo del nuevo álbum Los de Siempre, con la canción ‘Abrázame muy fuerte’, una reversión en rock del tema de Juan Gabriel, interpretada por Bryan Visbal. Con este tema y la versión conmemorativa de los 25 años de ‘Una canción’, la banda se presentó como el show principal de los Premios India Catalina en su edición 2024 para luego iniciar su recorrido de presentaciones en Bogotá; en el Movistar Arena con el Capital Fest, en Barranquilla; junto a Los Prisioneros de Chile, en Sogamoso; en el Festival del Sol y del Acero y en 🇫🇷París; en el marco de los Juegos Olímpicos en la inauguración de Casa Colombia junto al Ministerio de Cultura, las artes y los saberes, y el Comité Olímpico Colombiano, con la participación del cuerpo diplomático en Francia, el presidente de la República y demás asistentes, donde además se anunció el segundo tema del nuevo álbum, ‘Lo dudo’ del cantautor José José, interpretado por José Matera.
[cita requerida]

## Discografía
| Título                          | Fecha de lanzamiento | Discográfica    |
| ------------------------------- | -------------------- | --------------- |
| Los de Adentro (Colombia)       | 1998                 | Sony Music      |
| Cómo un niño (Colombia)         | 2001                 | Sony Music      |
| Volver Amar (Colombia)          | 2004                 | Sony Music      |
| Se apaga el silencio (Colombia) | 2008                 | Universal Music |
| "Entropía"                      | 2019                 |                 |
| Los de Siempre                  | 2025                 |                 |

## Premios
- Varios Premios de la revista SHOCK
- Premios Nuestra Tierra
- Nominaciones a los Latin Grammys
- Nominaciones a los MTV Music Awards

- Datos: Q5560362